# ヒトのリンパの名称一覧
ヒトのリンパの名称一覧（ヒトのリンパのめいしょういちらん）は、人間のリンパの名称を一覧にしたものである。
人のリンパには、リンパ管、リンパ本幹、リンパ節がある。

## リンパ節

### 頭部
- 後頭リンパ節
- 耳介後リンパ節
- 耳下腺リンパ節
  - 浅耳下腺リンパ節
  - 深耳下腺リンパ節
- 顎下リンパ節
- オトガイ下リンパ節

### 頸部
- 前頸リンパ節
- 外側頸リンパ節
  - 浅外側頸リンパ節（浅頸リンパ節）
  - 深外側頸リンパ節（深頸リンパ節）
    - 咽頭後リンパ節
    - 鎖骨上リンパ節

### 胸部
- 胸骨旁リンパ節
- 上部上縦隔リンパ節
- 前縦隔リンパ節
- 後縦隔リンパ節
- 肺リンパ節
- 気管気管支リンパ節
- 気管分岐部リンパ節
- 気管支周囲リンパ節
- 食道傍リンパ節
- 横隔膜上リンパ節
- 横隔膜下リンパ節
- 上行大動脈傍リンパ節

### 上肢
- 腋窩リンパ節
- 中心リンパ節
- 上リンパ節
- 肩甲下リンパ節
- 外側リンパ節
- 胸筋リンパ節
- 肘リンパ節

### 腹部
- 食道裂孔部リンパ節
- 腰リンパ節
- 総腸骨リンパ節
- 胃動脈幹リンパ節
- 噴門リンパ節
- 幽門下リンパ節
- 小彎リンパ節
- 大彎リンパ節
- 胃大網リンパ節
- 膵体リンパ節
- 膵尾リンパ節
- 肝十二指腸間膜内リンパ節
- 膵リンパ節
- 総肝動脈幹リンパ節
- 脾動脈幹リンパ節
- 脾門リンパ節
- 腹腔動脈リンパ節
- 小腸間膜リンパ節
- 結腸壁在リンパ節
- 結腸傍リンパ節
- 回結腸リンパ節
- 結腸リンパ節
- 中結腸リンパ節
- 上腸間膜リンパ節
- S状結腸リンパ節
- 上直腸リンパ節
- 中直腸動脈根リンパ節
- 下直腸リンパ節
- 下腸間膜リンパ節
- 腹部大動脈周囲リンパ節
- 腎リンパ節

### 骨盤
- 外腸骨リンパ節
- 内腸骨リンパ節
- 鼠径リンパ節
  - 浅鼠径リンパ節
  - 深鼠径リンパ節
- 正中線仙骨リンパ節
- 外側仙骨リンパ節
- 大動脈分岐部リンパ節
- 基靱帯リンパ節

### 下肢
- 閉鎖リンパ節
- 膝窩リンパ節
- 大腿上リンパ節

## リンパ本幹

### 頸部
- 頸リンパ本幹

### 胸部
- 気管枝縦隔リンパ本幹

### 上肢
- 鎖骨下リンパ本幹

### 腹部
- 腸リンパ本幹

### 骨盤
- 腰リンパ本幹

## リンパ管

### 頸部
- 輸出リンパ管
- 胸管

### 上肢
- 浅リンパ管
- 深リンパ管